# Leratiomyces
Leratiomyces là một chi nấm trong họ Strophariaceae, thuộc bộ Agaricales. Chi này từng ba lần bị đặt danh pháp sai, và phải đến năm 2008 mới có tên khoa học đúng.
Một số loài trong chi được tìm thấy trên những đám cỏ khô, những vùng đất cát như Leratiomyces ceres và L. percevalii.

## Danh sách các loài
- L. atrovirens
- L. ceres
- L. coccineus
- L. cucullatus
- L. erythrocephalus
- L. laetissimus
- L. magnivelaris
- L. percevalii
- L. riparius
- L. similis
- L. smaragdinus
- L. squamosus